# Micah Lawrence
Micah Lawrence (Las Cruces, 20 juli 1990) is een Amerikaanse zwemster. Ze vertegenwoordigde haar vaderland op de Olympische Zomerspelen 2012 in Londen.

## Carrière
Bij haar internationale debuut, op de Pan Pacific kampioenschappen zwemmen 2010 in Irvine, eindigde Lawrence als negende op de 200 meter schoolslag en als tiende op de 100 meter schoolslag. Op de wereldkampioenschappen kortebaanzwemmen 2010 in Dubai werd de Amerikaanse uitgeschakeld in de halve finales van de 100 meter schoolslag en in de series van zowel de 50 als de 200 meter schoolslag.
Tijdens de Olympische Zomerspelen van 2012 in Londen eindigde Lawrence als zesde op de 200 meter schoolslag.
In Barcelona nam de Amerikaanse deel aan de wereldkampioenschappen zwemmen 2013, op dit toernooi veroverde ze de bronzen medaille op de 200 meter schoolslag.

## Internationale toernooien
| Jaar | Olympische Spelen  | WK langebaan | WK kortebaan                                               | PanPacs                                                     | Pan-Ams       |
| ---- | ------------------ | --- | ---------------------------------------------------------- | ----------------------------------------------------------- | ------------- |
| 2010 |                    | | 21e 50m schoolslag 15e 100m schoolslag 10e 200m schoolslag | serie 50m schoolslag 10e 100m schoolslag 9e 200m schoolslag |               |
| 2011 |                    | geen deelname |                                                            |                                                             | geen deelname |
| 2012 | 6e 200m schoolslag | | geen deelname                                              |                                                             |               |
| 2013 |                    | 200m schoolslag                                                                                                   |                                                            |                                                             |               |
| 2014 |                    | | geen deelname                                              | 4e 100m schoolslag 5e 200m schoolslag                       |               |
| 2015 |                    | 19e 50m schoolslag · 19e 100m schoolslag · 200m schoolslag · 4e 4x100m wisselslag · Lawrence zwom enkel de series |                                                            |                                                             | geen deelname |
| 2016 | geen deelname      | | geen deelname                                              |                                                             |               |
| 2017 |                    | geen deelname |                                                            |                                                             |               |
| 2018 |                    | | geen deelname                                              | 5e 100m schoolslag · 200m schoolslag                        |               |
| 2019 |                    | 16e 100m schoolslag 11e 200m schoolslag                                                                           |                                                            |                                                             | geen deelname |

## Persoonlijke records
Kortebaan
| Afstand         | Tijd    | Datum            | Plaats  |
| --------------- | ------- | ---------------- | ------- |
| 50m schoolslag  | 31,62   | 15 december 2010 | Dubai   |
| 100m schoolslag | 1.05,27 | 21 december 2013 | Glasgow |
| 200m schoolslag | 2.19,15 | 20 december 2013 | Glasgow |

Langebaan
| Afstand         | Tijd    | Datum           | Plaats    |
| --------------- | ------- | --------------- | --------- |
| 50m schoolslag  | 31,00   | 8 augustus 2014 | Irvine    |
| 100m schoolslag | 1.06,34 | 28 juli 2018    | Irvine    |
| 200m schoolslag | 2.21,74 | 1 augustus 2013 | Barcelona |